# Junius Brutus Booth

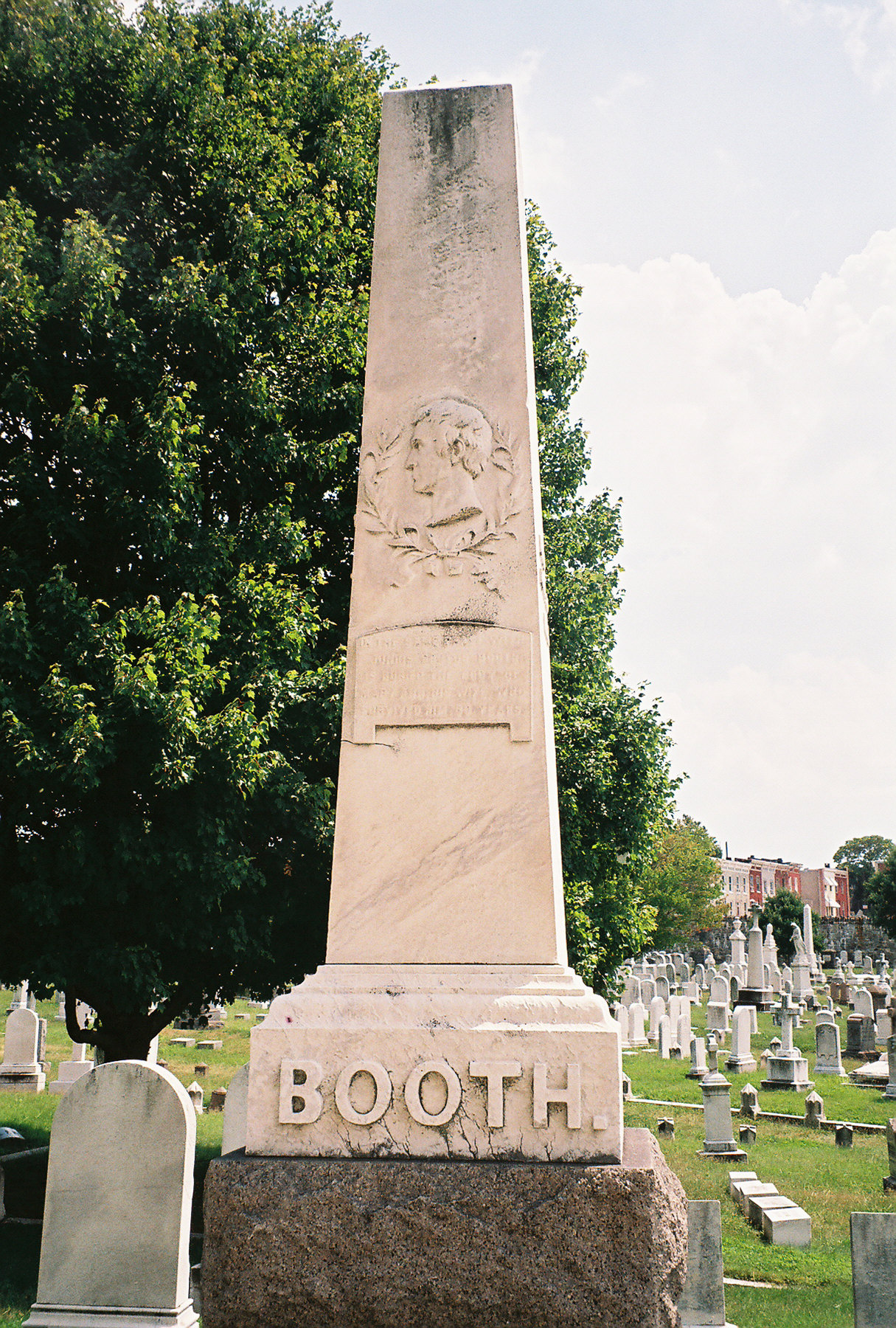
Junius Brutus Booths grav

Junius Brutus Booth, född 1 maj 1796 London, död 30 november, 1852 under en resa på Mississippifloden, brittisk-amerikansk skådespelare, far till John Wilkes Booth och Edwin Booth.
Booth var skicklig men oberäknelig som skådespelare. Han verkade först i England, men från 1821 flyttade han till Nordamerika och vann stor ryktbarhet som Shakespearetolkare, bland hans främsta roller märks Kung Lear och Richard III.